# Kovářov (okres Písek)
Kovářov (německy Kowarschow) je vesnice a spolu s dalšími částmi i obec v okrese Písek v Jihočeském kraji. Leží v oblasti středního Povltaví přibližně deset kilometrů severozápadním směrem od města Milevsko. Obec Kovářov má 17 evidenčních částí, žije v ní přibližně 1 500 obyvatel a obecní úřad sídlí v části Kovářov.
Obec získala v roce 2004 v 10. ročníku soutěže titul Vesnice roku. Partnerským městem je Seftigen ve Švýcarsku.

## Poloha
Kovářov leží v severní části okresu Písek a zároveň u severního okraje Jihočeského kraje, asi jedenáct kilometrů severozápadně od Milevska, též nedaleko Petrovic, 25 kilometrů od okresního města Písku, 65 kilometrů od Českých Budějovic.
Vesnice Kovářov se nachází v údolí mezi kopci Hůrka a Lipný, přibližně 500 metrů. Vrch Lipný je nízký kopec, který se nachází v jižní části a je na něm hala a vodojem. Od poloviny šedesátých let 20. století zde probíhala těžba uranu. Asi půl kilometru severně od vsi Kovářov je zalesněný vrch Kovářovská Hůrka. Na šířku od západu k východu má vesnice Kovářov jeden kilometr.
Do obce Kovářov je začleněno množství vesnic od Orlické přehradní nádrže až k městu Petrovice. Výměra celé obce je 50,43 km².
Území obce Kovářov zasahuje až k řece Vltavě, která se nachází sedm kilometrů západně od vsi Kovářov. Na území Kovářova je ovšem mnoho rybníků. Dříve zde bylo 5 vodních nádrží, strategicky rozmístěných pro případ požárního zásahu. Většina je dnes již zasypána. Jako odpadní rybník slouží Prostřední rybník. Dříve[kdy?] byl na návsi rybník, ale pak[kdy?] byl zrušen. Pod hřištěm Na hůrkách je vodní vrt. Hřiště kvůli tomu získává až moc vody, jeho roh je tak často zatopený.[zdroj?]

## Historie

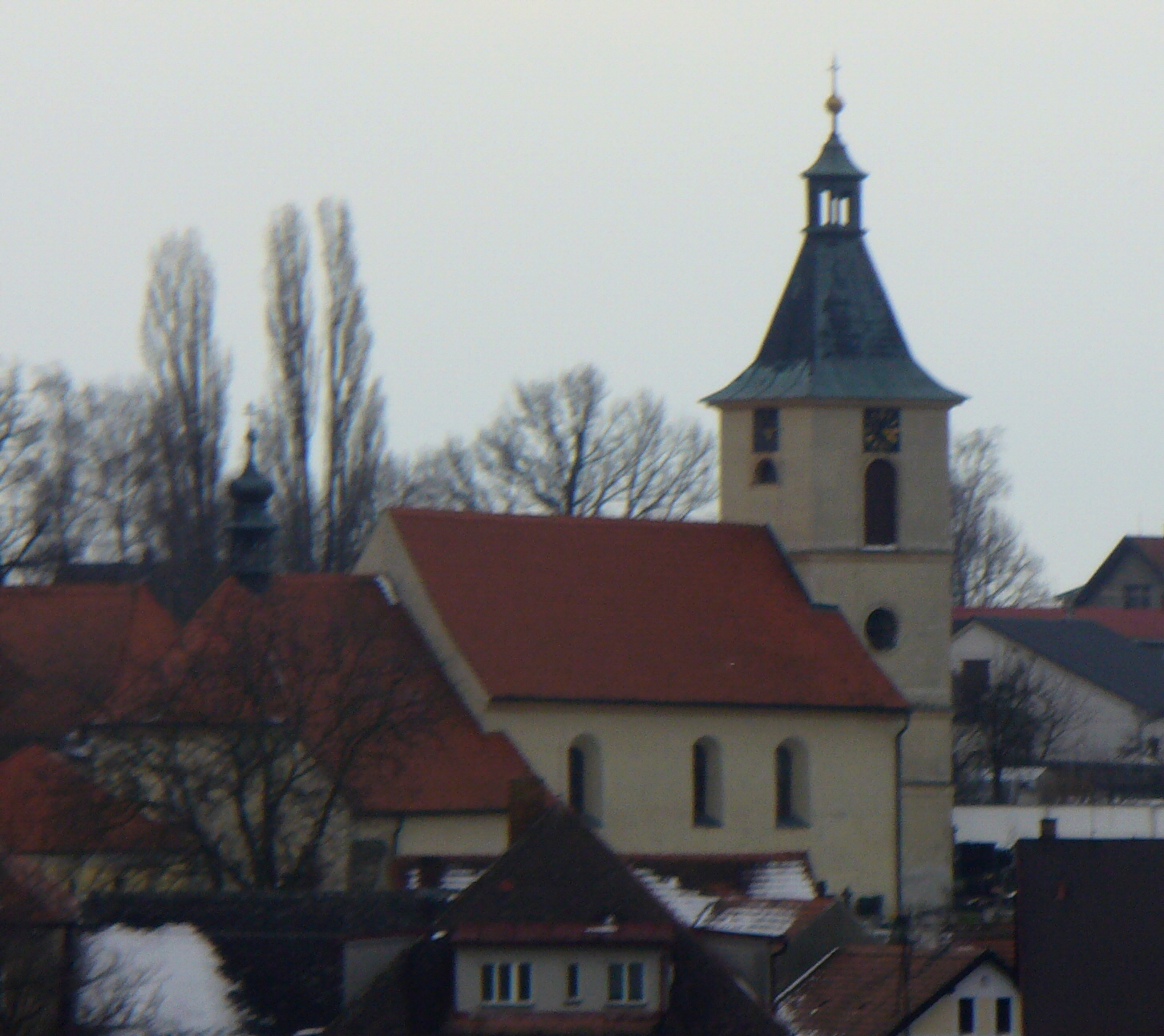
Kostel

Z archeologických nálezů v lokalitě se usuzuje, že osídlení sahá přibližně do devátého století. Oblast byla osídlená díky své výhodné pozici poblíž řeky Vltavy. První písemná zmínka o Kovářově pochází z roku 1220, kdy na tvrzi v obci sídlil vladyka Budilov z Kovářova. Vesnice Kovářov vznikla okolo tvrze, která se podle jedné verze měla nacházet jihozápadně u kostela. Tvrz připomíná vyvýšenina s příkopem a valem. Podle druhé verze bývala tvrz v patrovém domě poblíž hřbitova. Na místě původní tvrze je dnes zástavba. Po Budilovi vlastnil Kovářov vladyka Rynart.
Název vsi pochází od kovářského řemesla. Pravděpodobně zde vedla jedna z tras Zlaté stezky, kde byl Kovářov zastávkou pro kování koní. Na kovářskou tradici odkazuje i dnešní znak, kde je kromě pšeničných a ovesných klasů přítomna podkova.
Později byla vesnice rozdělena do čtyř statků s různými majiteli. Majitelem jedné části vsi byl i milevský klášter. Vlastníkem jiné části vsi byl rod Melicharovský. Třetí díl vlastnili Brusové z Kovářova. Čtvrtým vlastníkem byl Mareš z Vestce. Roku 1421 císař Zikmund jako odměnu za dobré služby při obraně Karlštejna předal okolní vesnice Matěji Brusovi z Kovářova. Po jeho smrti, díky poručníkovi jeho nezletilých dětí, se majetek dostal do vlastnictví Rožmberků. V roce 1461 se stal majitelem obce Jan II. z Rožmberka.
V šestnáctém století byla postavena Janem Hruškou renesanční tvrz nazývaná Nový Kovářov. Na jejím místě se dnes nachází budova staré fary. Po Rožmbercích se majiteli stali páni z rodu Švamberků a od roku 1622 Eggenbergové, kteří ale brzy vymřeli a tak se obec stala majetkem Schwarzenbergů. Kovářov byl přiřazen k orlickému panství. V sedmnáctém století, během třicetileté války, byl Kovářov silně poškozen švédskými, francouzskými a pruskými vojsky. Sousední Zahořany byly vypáleny a zničeny vojenskými pochody, takže se z rozvinutého města změnily v opuštěnou vesnici. V sedmnáctém a osmnáctém století neprocházela ves největším hospodářským rozvojem, ale přesto vznikla většina současných kulturních památek.
Mezi lety 1771 a 1772 byla oblast zasažena morovou epidemií, která způsobila úmrtí 2180 obyvatel. K připomenutí těchto událostí byla postavena nedaleko Kovářova u vsi Zahořany sloupová boží muka. Následný hladomor celou situaci ještě zhoršil. V roce 1886 ale byla vystavěna přes obec silnice mezi Milevskem a Zahořany, což umožnilo další ekonomický rozkvět obce.

## Obyvatelstvo
| Rok            | 1869  | 1880  | 1890  | 1900  | 1910  | 1921  | 1930  | 1950  | 1961  | 1970  | 1980  | 1991  | 2001  | 2011  | 2021  |
| -------------- | ----- | ----- | ----- | ----- | ----- | ----- | ----- | ----- | ----- | ----- | ----- | ----- | ----- | ----- | ----- |
| Počet obyvatel | 3 657 | 3 643 | 3 485 | 3 383 | 3 220 | 3 015 | 2 813 | 2 159 | 2 040 | 1 892 | 1 728 | 1 547 | 1 468 | 1 430 | 1 442 |
| Počet domů     | 408   | 442   | 482   | 493   | 516   | 529   | 548   | 590   | 514   | 496   | 475   | 546   | 706   | 730   | 775   |

Postupem času se počet obyvatel zvětšoval, největší nárůst zaznamenala obec v osmdesátých letech dvacátého století.

## Obecní správa

### Místní části
Obec Kovářov má celkem sedmnáct místních částí na jedenácti katastrálních územích.
- Kovářov (v jihovýchodní části obce)
- k. ú. Vesec (v jižní části obce, západně od vsi Kovářov):
  - Vesec (severní část k. ú.), včetně hospodářského dvora Slavoňov
  - Kotýřina (jižní část k. ú.)
- k. ú. Žebrákov u Zahořan (v západní části obce)
  - Žebrákov (k této evidenční části patří též ZSJ Pelechy II z k. ú. Zahořany)
- Chrást (k. ú. Chrást u Zahořan, nejzápadnější část obce až k pravému břehu Orlické přehrady, včetně osady Radava)
- Radvánov (západně od středu obce), včetně ZSJ Zlučín v severní části
- k. ú. Březí u Kovářova (střední část obce a východně od středu):
  - Březí (severní část k. ú.)
  - Hostín (jihozápadní část k. ú.)
  - Záluží (jižní část k. ú.)
- k. ú. Zahořany (severozápadní okraj obce):
  - Zahořany (jižní část k. ú.), včetně ZSJ Pelechy I v jižní části (sousedící ZSJ Pelechy II z k. ú. Zahořany patří k evidenční části Žebrákov) a včetně ZSJ Lašovice díl 3 (lokalita Nad Planou, u autobusové zastávky „Kovářov, Onen Svět samoty“), který tak tvoří exklávu evidenční části Zahořany
  - Lašovice (střední část k. ú., ZSJ Lašovice díl 1)
  - Onen Svět (severní část k. ú., ZSJ Lašovice díl 2)
- Předbořice (k. ú. Předbořice u Zahořan, severoseverovýchodní okraj obce), včetně ZSJ Jalovčí
- k. ú. Vladyčín (severovýchodní okraj obce):
  - Vladyčín (východní část k. ú.)
  - Řenkov (západní část k. ú.)
- Dobrá Voda (k. ú. Dobrá Voda u Kovářova, východní výběžek území obce)
- Vepice (jihovýchodní okraj obce, východně od vsi Kovářov)

### Obecní symboly
Znak a vlajka byly obci uděleny rozhodnutím předsedy Poslanecké sněmovny Parlamentu České republiky dne 15. prosince 1998.

## Doprava

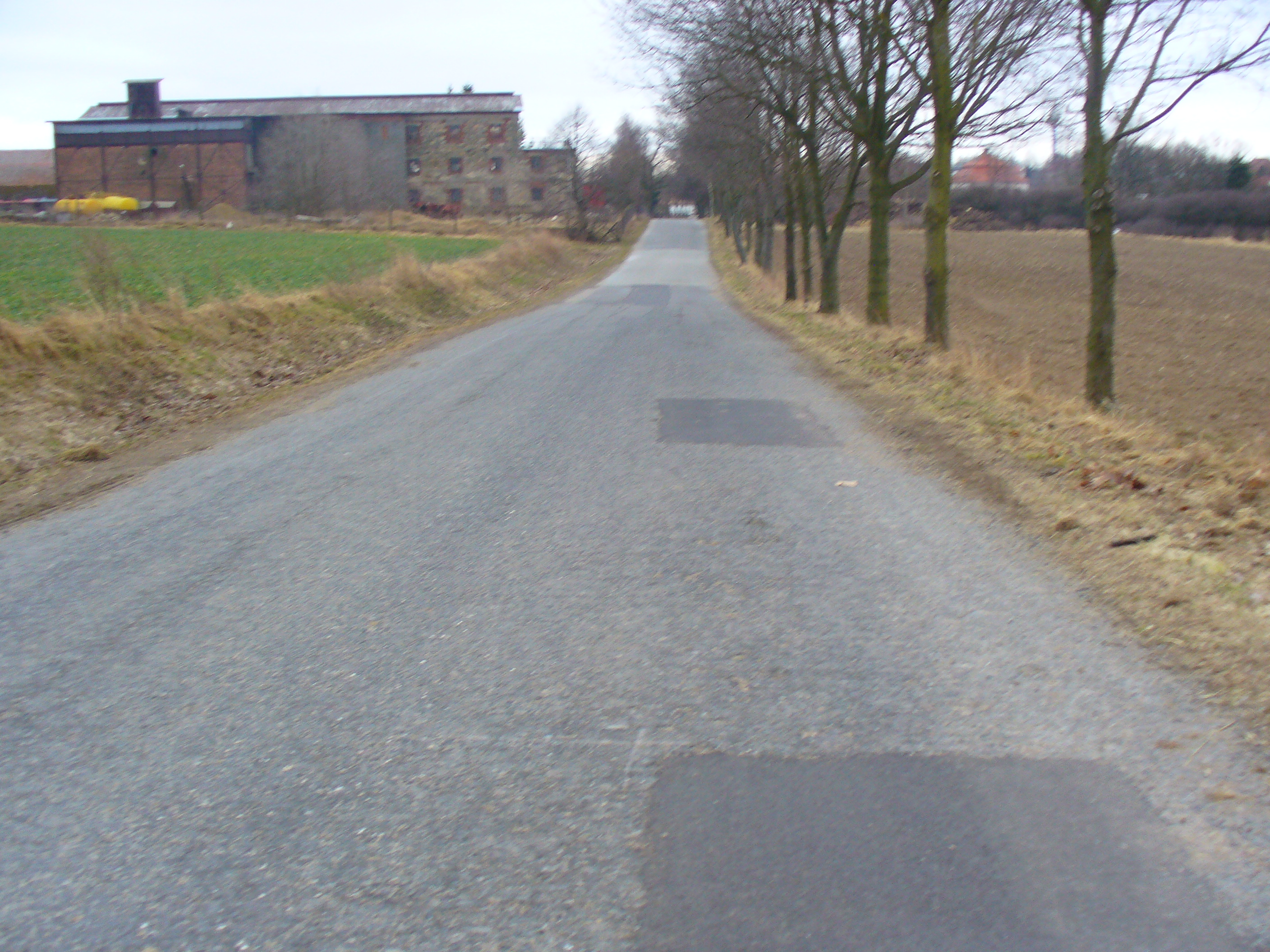
Pohled na kovářovskou silnici. Pohled je ze severu z kopce.Je zde vidět ZD Kovářov a silnice.Na pravé straně je v pozadí stará fara.

Ve středověku byl Kovářov na cestě různých lidí, a tak tam mohli kováři opravovat podkovy koním. Pravděpodobně zde vedla jedna z tras Zlaté stezky.
V roce 1886 byla vystavěna přes obec silnice mezi Milevskem a Zahořany.
Dopravní páteří území obce je silnice II/102, která spojuje Krásnou Horu nad Vltavou s Milevskem a vede přímo přes vesnice Lašovice, Zlučín, Radvánov a Kovářov. Jižně od území obce prochází západovýchodním směrem silnice I/19 ze západních Čech na Vysočinu a jižní Moravu. Ta napojuje oblast Kovářova přes Žďákovský most na severojižní silnici I/4, vedoucí po opačném břehu Vltavy – jinou možností jsou silnice III. třídy přes Orlickou přehradu.
Silniční síť doplňuje řada silnic III. třídy:
- 10534: II/105 – Hrazany (10242) – Vepice (10535) – Kovářov – Vesec – 10238+10536
- 10535: Vepice (10534) – Vladyčín - Krchov (10239)
- 10239: Petrovice (II/105, II/118) – Krchov (10535) – Zahrádka – Předbořice – II/102+III/10238
- 10238: II/102+III/10239 – Zahořany – křiž. u Žebrákova (10244+10244a) – Žebrákov – 10534+10536 – I/19 u Kostelce nad Jihlavou
- 10244: křiž. u Žebrákova (10238+10244a) – Voltýřov
- 10244a: křiž. u Žebrákova (10238+10244) – Chrást – bezejmenný poloostrov proti zámku Orlík

Některé osady obce, například Kotýřina, Hostín, Březí, Řenkov či Onen Svět, jsou dostupné pouze po místních komunikacích.
Veřejná doprava je zajištěna zejména autobusovými linkami:
- 360105 Milevsko – přehrada Orlík – Praha, ČSAD AUTOBUSY České Budějovice (přes Dobříš, Milín a orlickou přehradu, 1 pár spojů v pracovní dny a 2 páry v neděli)
- 136445 (SID D89) Praha – Krásná Hora nad Vltavou – Milevsko, Arriva Střední Čechy (v sobotu ráno tam a v neděli večer zpět, část trasy v SID)
- 136440 (SID D90) Praha – Krásná Hora nad Vltavou – Milevsko, PROBO BUS (cca 2 páry spojů denně, v neděli jen jeden)
- 360051 Milevsko – Kovářov – Klučenice – Milešov, ČSAD AUTOBUSY České Budějovice (pouze v pracovních dnech, v podstatě dvě samostatné větve Milevsko – Kovářov a Kovářov – Klučenice – Milešov, na milevské větvi některé ze spojů jedou jen na zavolání; v Kovářově obsluhuje osady Kovářov, Radvánov, Zlučín, Zahořany, Předbořice, Lašovice a Onen Svět samoty)
- 360058 Milevsko – Petrovice – Chrást, ČSAD AUTOBUSY České Budějovice (pouze v pracovních dnech, v Kovářově obsluhuje osady Řenkov, Předbořice, Zahořany a Chrást)
- 360063 Kovářov – Hrazany – Kovářov, ČSAD AUTOBUSY České Budějovice (okružní spoje v pracovních dnech, v Kovářově obsluhuje osady Kovářov, Vepice, Březí a Vladyčín)
- 360064 Kostelec nad Vltavou – Přílepov – Kovářov, ČSAD AUTOBUSY České Budějovice (pouze v pracovních dnech, v Kovářově obsluhuje osady Kovářov, Vesec a Slavoňov)
- 300044 (SID D44) Klučenice – Solenice – Krásná Hora nad Vltavou, Zhoř, Arriva Praha (na území obce Kovářov zasahuje pouze ranní pár spojů v pracovní dny zastávkou Kovářov, rozc. Klučenice 2.0)

U kempu Radava je přístaviště pravidelné linky osobní lodní dopravy po Orlické přehradní nádrži.
Přes Kovářov byla plánována[kdy?] železniční trať, ale plán se neuskutečnil z nedostatku financí.[zdroj?] Trať měla vést od Milevska přes Kovářov až k Vltavě.[zdroj?]

## Hospodářský a společenský život

### Zemědělství
Zemědělské družstvo dříve neslo název JZD, poté se přejmenovalo na ZD. Nachází se v severní části Kovářova.

### Farnost
V obci je aktivní společenství věřících sdružených ve farnosti Římskokatolické církve. Farnost je spravována premonstráty z nedalekého milevského kláštera. Pravidelné bohoslužby se zde konají v pondělí, ve středu a v pátek od 18 hodin letního času (během období standardního "zimního" času od 17 hodin), v neděli v 9.30.
Pod Kovářovskou farnost patří filiální kostel v Předbořicích. V Předbořicích je občanským sdružením Rodina Předbořice provozována křesťansky zaměřená mateřská škola svaté Zdislavy, kterou spravují řeholní sestry, do roku 2009 z Kongregace Milosrdných sester svatého Vincence de Paul z Kroměříže, od té doby z Kongregace Milosrdných sester III. řádu svatého Františka pod ochranou Svaté rodiny z Brna.

### Škola
Okolo roku 1700 byla v Kovářově zřízena obecná škola, ale vyučovalo se jen v najatých místnostech. Potom se postavila dřevěná budova, později byly přistavovány další třídy: druhá třída roku 1826 a třetí třída roku 187). Ani ta ale nestačila a tak byla postavena dvoupatrová zděná budova (1883), dnes je z ní obecní úřad a knihovna. V roce 1930 byla postavena měšťanská škola, ve které byl byt ředitele. Tato škola měla pět tříd. V roce 1984 byl postaven nový druhý stupeň, první se přesunul do prvního stupně a z bývalé obecné školy se stala radnice. Ke škole byla dostavěna tělocvična, šatny, jídelna a kotelna.

### Sport

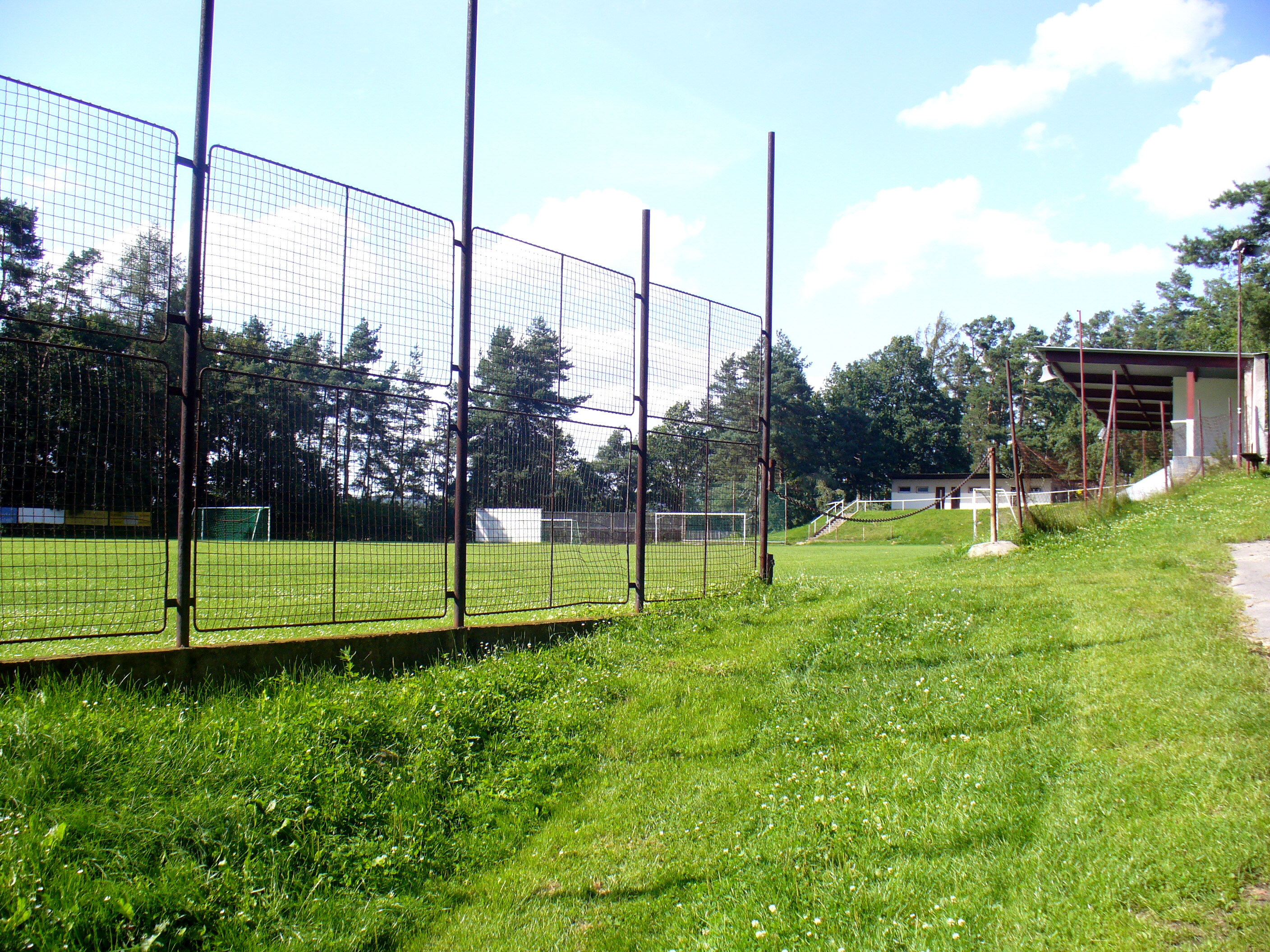
Fotbalové hřiště

První hřiště bylo v Kovářově určeno pro školu a bylo postaveno roku 1925 na Lipném. Kvůli vzdálenosti od školy se příliš nepoužívalo a zpustlo. Po roce 1945 v Kovářově vznikly jednoty Orla a Skautu, které byly roku 1948 zrušeny.
V roce 1947 začala stavba hřiště. Vybralo se místo místo na vrchu Hůrka. Hřiště bylo otevřeno v květnu 1949. Za čas bylo rozšířeno a byly přistavěny dřevěné šatny, které byly později zbourány a nahrazeny zděnými. V šedesátých letech hřiště začalo chátrat. Na začátku sedmdesátých let se začalo s opravami, které byly ukončeny roku 1982. Za čas na západní části přibyla tribuna. Dne 6. června 2009 proběhla oslava 60 let hřiště.
Kovářovský fotbalový tým patří od roku 1966 pod zemědělské družstvo. Název byl původně TJ JZD Kovářov, později se změnil na TJ ZD Kovářov. V Kovářově jsou mužstva A, B, dorost, starší žáci a přípravka, všechny hrají okresní přebor.
Od roku 1969 v Kovářově působí klub stolního tenisu TTC Kovářov. Původně se hrálo v restauračním sále u Šimečků, po přístavbě školní tělocvičny na počátku roku 1981 se hraje v ní. V současné době má klub divizní družstvo žen, A družstvo mužů hrající krajskou soutěž, dva týmy v okresním přeboru a početnou mládežnickou základnu. Zakladateli Františku Špetovi byla za dlouholetou dobrovolnickou činnost při trénování žactva udělena cena Křesadlo 2007 .
Na vrchu Lipném byla před rokem 1989 postavena budova na zemědělské stroje. Dnes je používána jako tenisová tréninková hala.

### Folklór
V obci působí Folklorní soubor Kovářovan. Vznikl v roce 1984 a v současné době má 4 složky: dospělý soubor Kovářovan, dětský soubor Kovářovánek, divadelní společnost Podkova a dětské divadýlko Podkovička.
Sdružení každoročně pořádá Jihočeský folkorní festival Kovářov, jehož cílem je umělecký rozvoj dětských a dospělých folklorních souborů z jihu Čech. Koná se od roku 1996 vždy na přelomu května a června. Festival byl původně jednodenní přehlídka dospělých jihočeských folklorních souborů. Postupem času se rozšířil o pořady dětských souborů, pořady hostů z jiných regionů republiky i zahraničí a další doprovodné programy.

### Zážitkový park Zeměráj
18. května 2013 u samoty Budař otevřela společnost ArcheVia na ploše cca devět hektarů Zážitkový park Zeměráj. Jeho součástí je jak samotná historická zemědělská usedlost s roubeným domem z roku 1640, tak skanzen raně středověké vesnice, přes tisíc nově vysazených tradičních odrůd stromů a keřů, tradiční plodiny a chovná zvířata, kilometrová zážitková stezka pro bosou chůzi a řada aktivit nejenom pro rodiny s dětmi, různé soutěže, hlavolamy a hádanky, možnost vyzkoušet si některá lidová řemesla, střelbu z luku nebo práci archeologa a podobně.

## Pamětihodnosti

### Kostel Všech svatých

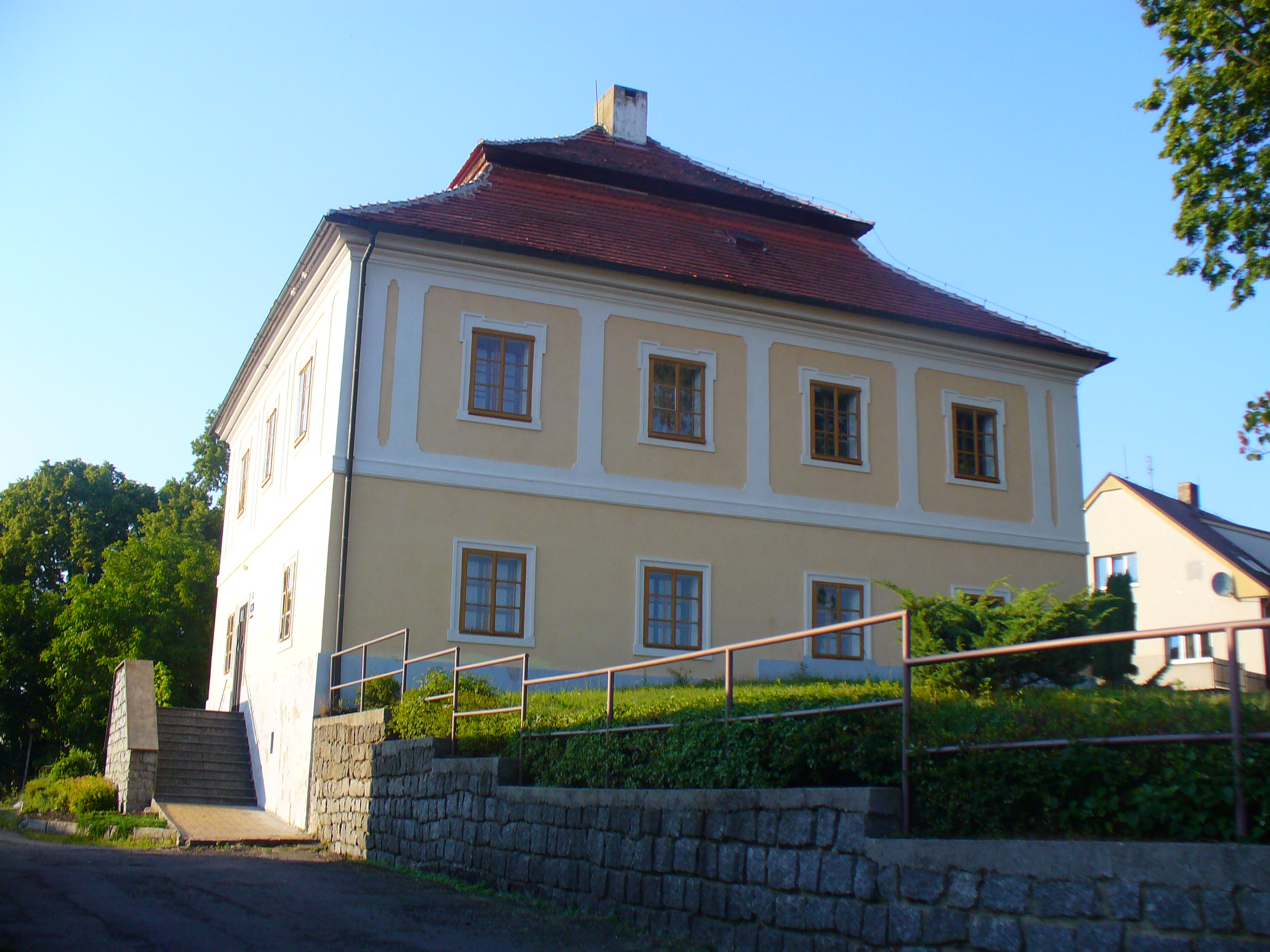
Bývalá fara

Kostel Všech svatých stojí v severozápadní části návsi. Původ tohoto kostela je datován do konce třináctého století. První známý farář byl Svaněk, který zde působil do roku 1365. Od roku 1350 byl kostel částečně ve vlastnictví milevského kláštera a částečně okolního panstva, předtím patřil vltavskému děkanátu. Během husitských válek se zde udrželi pouze katoličtí faráři, tak tomu zůstalo i po jejich skončení, kdy v Kovářově působili kněží z Milevského kláštera. Kostel měl vlastního faráře až do sedmnáctého století. Tehdy byl chvíli zcela bez kněze, poté zde působili kněží z okolí. Až ke konci sedmnáctého století získal Kovářov vlastního faráře, který měl na starosti zároveň i farnosti Kostelec nad Vltavou a Předbořice, tento stav zůstal dosud.
Kostel je postaven v gotickém slohu s četnými barokními přestavbami. Nejvíce gotických prvků se zachovalo v presbytáři, který je umístěn tradičně na východní straně. Nad ním se vypíná gotické klenutí do výšky 8,5 metrů, na šířku měří 6,8 m. Lomený vítězný oblouk mezi presbytářem a lodí je vyzdoben malbou s motivy evangelistů, podobně byl vyzdoben i presbytář, dnes jsou však malby zabíleny.
Věže kostela jsou barokní z roku 1712, vyšší je 27 metrů vysoká, stojí na západní straně kostela. Síla zdiva je zde 1,5 metru. Menší, měděná, se nachází nad presbytářem.
Chrám má obdélníkový půdorys. Na délku měří 14,4 metru, na šířku 9,8 metru a na výšku sedm metrů. Sakristie stojí severně od presbytáře na místě, kde bývala kaple svaté Kateřiny.
V podlaze jsou ukryty náhrobky, většinou žulové, nápisy na nich nejsou z velké části čitelné. Kostel obklopuje hřbitov zasvěcený Nejsvětější Trojici. V horní části brány na hřbitov je obraz Krista s nápisem „Já jsem vzkříšení a život, kdo věří ve mne, byť i umřel, živ bude“.

### Stará fara

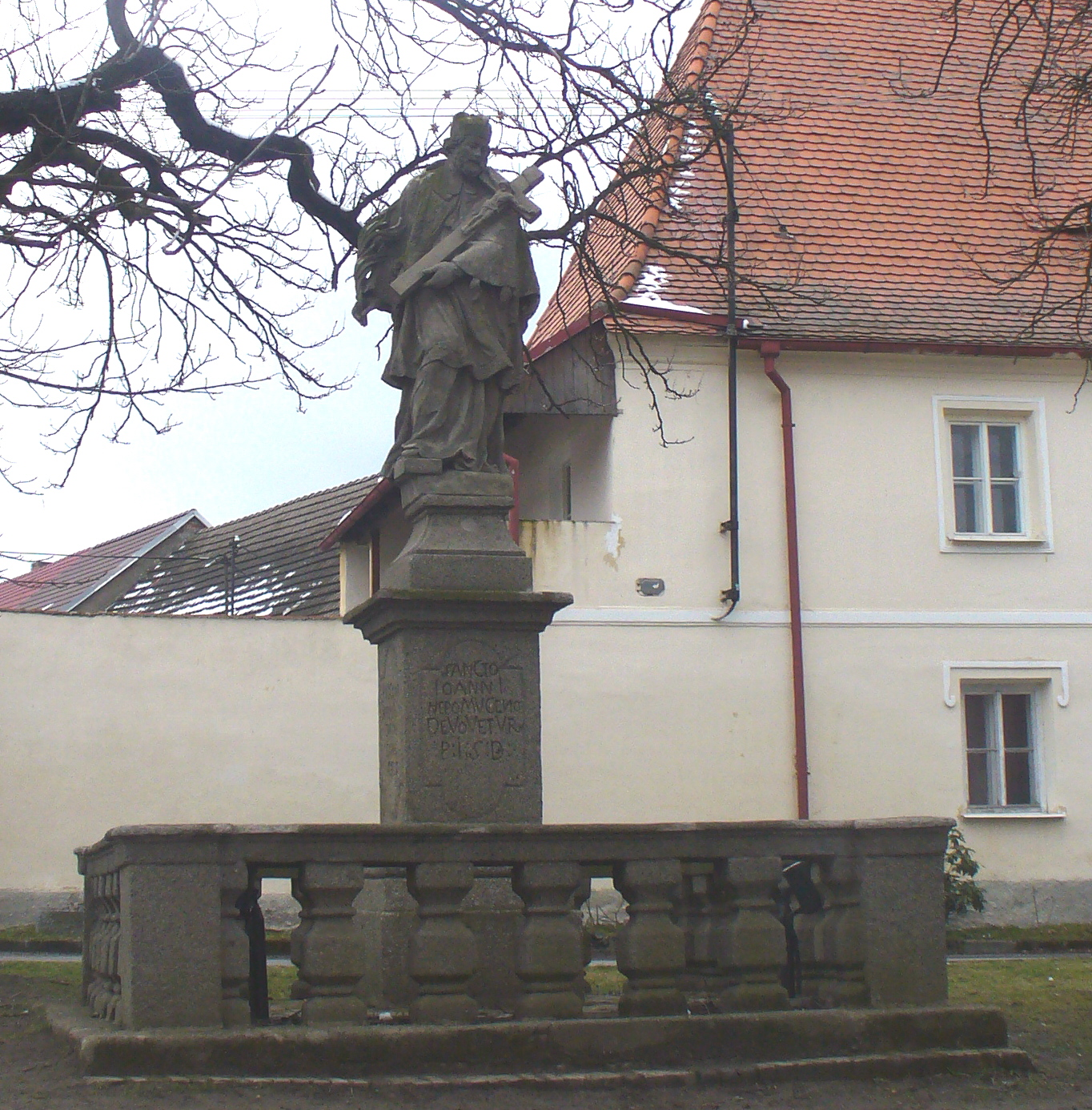
Socha svatého Jana Nepomuckého

Budova staré fary vystavěná v barokním slohu v roce 1739 leží vedle sousoší Kalvárie. Od roku 1967 neslouží ke svému původnímu účelu, do podzimu 2007 byla používána jako knihovna. Na západní části ležela ovocná zahrada, avšak na jejím místě byl v roce 1969 postaven kulturní dům a parkoviště. K faře dříve patřily i hospodářské budovy, ty se však nejdříve staly součástí zemědělského družstva a poté byly zbořeny.

### Socha svatého Jana Nepomuckého
Pískovcovou sochu svatého Jana Nepomuckého dal postavit na své vlastní náklady kovářovský farář Jan Šimon Diviš roku 1722. Na čtverhranném podstavci jsou nápisy v latinské, české,německé, jedná se o prosby o pomoc a podpis dárce. Sochu vytvořil sochař Brokoff. Socha světce byla vedena v Soupisu památek historických a uměleckých v království českém od pravěku do počátku XIX. století. V roce 1892 byly při opravě sochy nápisy zabíleny a staly se tak nečitelnými. Při další opravě 1934 byly opět nápisy obnoveny. Další opravy byly v roce 1981 a poté 2004. Nachází se na návsi poblíž kostela.

### Sousoší Kalvárie
Sousoší Kalvárie je umístěno před budovou staré fary. Bylo postaveno roku 1732 a sochy zhotovil sochař Ferdinand Maxmilián Brokoff. O jeho vytvoření se rovněž zasloužil farář Jan Šimon Diviš. Na místo původního dřevěného kříže, který zteřel po první světové válce, se nechal později zhotovit kříž kamenný. V roce 1922 došlo při bouři k poškození okolní lípy a větev zasáhla kříž. V roce 1925 byl poničený kříž nahrazený novým. Okolo kříže jsou barokní sochy Panny Marie a svatého Jana Nepomuckého v životní velikosti. Jedná se o jedinou kalvárii v milevském regionu a tato státem chráněná památka byla také zapsána v roce 1898 Soupisu památek historických a uměleckých v království českém od pravěku do počátku XIX. století. Kalvárie byla opravena v letech 1861, 1888, 1922, 1980 a 2006.

### Pomník na počest padlým

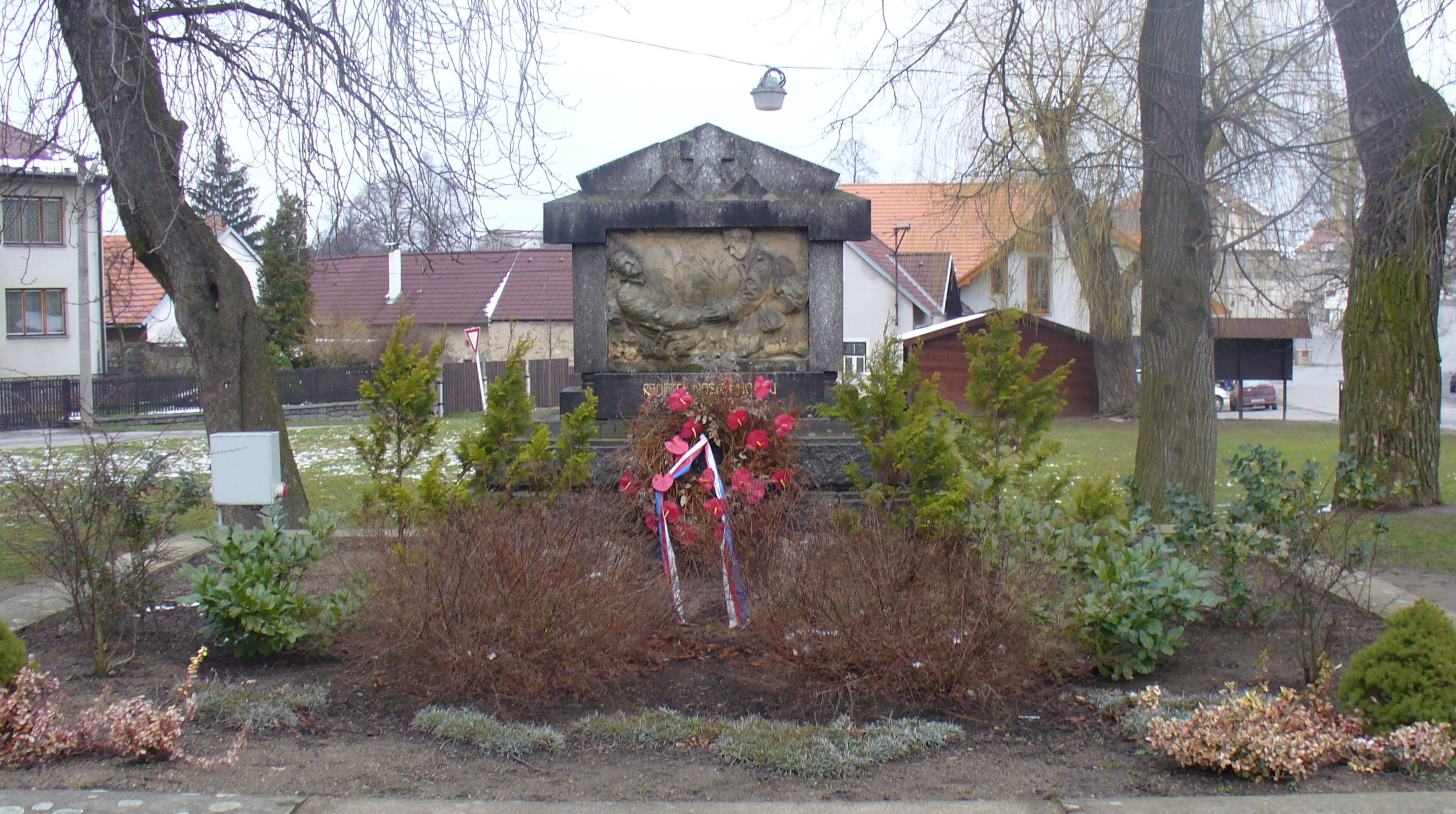
Přední strana pomníku

Dále je na návsi ještě jeden pomník. Ten byl zhotoven Jaroslavem Bardou z Hrazánek v roce 1921. Jedná se o pomník na počest padlým v první světové válce. Na přední straně je zpodobněn voják, který drží svého raněného kamaráda, na druhé jsou jména padlých vojáků za první světové války z Kovářova a okolí (Kovářov, Dobrošov, Klisinec, Vepice, Pechova Lhota, Březí, Zaluží, Radvánov, Vesec, Kotýřina). Byl pořízen z veřejných sbírek místních i krajanů v Americe.

### Židovský hřbitov
Židovský hřbitov se nachází v lese na severozápadě Kovářova, na jihovýchodě kopce Hůrka.

### Moravcova kaple
Moravcova kaple se nachází na okraji obce vpravo u komunikace do Vepic. Kaple byla postavena místní rodinou Hlavínovou jako poděkování za šťastný návrat otce a manžela z fronty. Také jako projev díků, že se syn stal knězem. Postavená a vysvěcená byla v roce 1938. Nad vchodem do kaple je nápis: „Svatá Maria oroduj za nás.“ Vlevo u vchodu je umístěna deska s děkovným nápisem.

### Socha anděla
Socha anděla se nalézá za obcí u komunikace směrem na Vesec. Socha je umístěná na velikém kameni. Původně tato 150 centimetrů vysoká socha byla dominantou na místním hřbitově na hrobě rodiny Zítkovy z obce. Později došlo k opravě hrobu, a tak byla socha převezena na soukromé pole a tam umístěna. V roce 2006 byla restaurována.

### Kříže v obci
- Kříž před vchodem na hřbitov má na svém kamenném podstavci tento nápis: FH 1872. Na štítku kříže je text: „Bůh ti tento život dal, bys jej vroucně miloval, a tak touto svatou láskou blažený se stal. Jednu jenom duši máš, proč tak málo o ní dbáš? Pamatuj: když duši ztratíš, vše ztraceno máš!“[18]
- Kříž na místním hřbitově je na místě původního misijního kříže. Nápis na štítku: „BUĎ VŮLE TVÁ“.[19]
- Litinový kříž před vchodem do kostela Všech svatých má na štítku nápis: POKOJ VÁM a vyobrazení olivové ratolesti.[20]
- Smrčkův kříž stojí na návsi, naproti kostelu, u komunikace do Vesce. Na tomto místě původně stával kříž postavený roku 1866 na památku konce moru. Ten původní kříž byl poškozený autem. Tento novější kříž má na svém soklu dataci 1936 a 1866.[21]
- Litinový Maškův kříž v ohrádce se nachází u silnice vedoucí na Milevsko.[21]
- Riantův kříž v současné době stojí na soukromém pozemku u domu čp. 29. Dříve zde býval rybník, kde se utopily tři děti z obce. Z původního kříže se dochoval pouze kamenný podstavec s datací 1872. Vrchní část kříže byla přidaná dodatečně.[22]
- Slivkův kříž se nachází také na pozemku v zahradě domu u Fumfálkova vršku. Zřejmě je upomínkou na dobu, kdy zde pobývala pruská a francouzská vojska. Na podstavci je tento nápis: PRUS / BIE / WK / 1866 / JPI . Na štítku je psáno: „Pochválen buď JEŽÍŠ KRISTUS“.[23]
- Caltův kříž se nacházel u původní cesty do Pechovy Lhoty, ale díky rozrůstající se zástavbě, je uvnitř obce.[24]
- Rambův (Jirouškův) kříž se nalézá u cesty na Březí v areálu zemědělského družstva. Byl postavený kolem roku 1870 na poli. Nápis na štítku: „Pochválen buď / JEŽÍŠ KRISTUS / Ke cti a chvále Boží věnovali Jan a Marie Jirouškovi„.[25]
- Litinový Hrochův kříž na vysokém kamenném dříku se nachází za obcí u komunikace směrem na Milevsko. Sokl je reliéfně zdobený motivem kalicha a nese letopočet 1889. Na štítku je text: „POCHVÁLEN BUĎ PÁN JEŽÍŠ KRISTUS“.[26]
- Maňákův kříž se nalézá za obcí u komunikace do Vepic po levé straně. Do kamenného soklu je vytesaný letopočet 1896.[27]
- Hlavínův kříž se nachází za obcí. Nápis na štítku: „CHVÁLA KRISTU“.[28]
- Pekárkův kříž se nachází u cesty na Pechovu Lhotu u mlýna. Byl postavený poté, co mlýn vyhořel v roce 1930. Kříž je kamenný a v ohrádce. Spodní sokl má zabudovanou destičku s nápisem: „POCHVÁLEN BUĎ JEŽÍŠ KRISTUS, NEJSLADŠÍ JEŽÍŠI NEBUĎ MÝM SOUDCEM, ALE SPASITELEM. MŮJ JEŽÍŠI MILOSRDENSTVÍ VĚNUJE RODINA PEKÁRKOVA. 1930“.[29]
- Babkův kříž se nachází na okraji obce ve směru na Vesec před domem čp. 98. Původně tudy vedla cesta do nedaleké Kotýřiny. Při výstavbě nové silnice v roce 1902 zde byly nalezeny tři lidské kostry staré sto let. Podle vyprávění tehdejších pamětníků by se údajně mělo jednat o kostry zavražděných osob. V devatenáctém století se zde v zimě utábořili cikáni. Kosti byly pohřbeny na místním hřbitově. Kamenný kříž je reliéfně zdobený motivem srdce a kalicha. Na podstavci je nápis: „LETA / PÁNĚ / 1869“. Kříž byl poškozený a bez ramen až do roku 2004. V tomto roce ho nechal opravit místní občan.[30]
- Kubíčkův kříž je kamenný a v ohrádce. Nachází se v lese u cesty od Budařovy Samoty směrem na Klisinec. V podstavci je deska s tímto nápisem: „Tento svatý kříž postavil FRANTIŠEK KUBÍČEK z KLISINCE č. 6. na poděkování Pánu Bohu za šťastný návrat ze zajetí ruského a na památku padlých vojínů Klisineckých: KARLA KUBÍČKA, JOSEFA SISMILICHA, AUGUSTINA KOFRONĚ.“ Datace nad deskou je 1924.[29]
- Pudilův kříž se nachází nedaleko židovského hřbitova v pahorku. Kříž nechal postavit pan Ledinský, kterému vojenská služba vyšla na devět let. Po skončení základní vojenské služby, která mu byla prodloužena na pět let, se po návratu domů oženil. Do necelého týdne byla vyhlášená mobilizace do první světové války a tak narukoval. Po návratu nechal postavit kříž.[31]
- Kříž se nachází zhruba kilometr od obce u rybníka Krajíc u mlýna. Na podstavci je text: Jd 1874. Na štítku je nápis: „Pochválen buď Pán Ježíš Kristus! 1969“.[32]
- Pazourkův kříž je v poli nedaleko od obce. Dříve zde vedla cesta z Kovářova do Slavoňova. Na štítku je nápis: „CHVÁLA KRISTU“.[33]
- Grůbrův (Foundův) kříž je pouhé torzo (podstavec a malá část svislého břevna) v polích. Dříve zde vedla cesta z obce do Pechovy Lhoty. Cesta byla zrušená, rozoraná a při zemědělských pracích byl kříž poničen.[34]
- Habartův kříž se nachází od kopcem Hůrka u komunikace na Radvánov. Na štítku je prostý nápis „CHVÁLA KRISTU“.[27]

## Turistické trasy
Pro turisty je Kovářov atraktivní díky blízkosti řeky Vltavy, folklorním tradicím a přírodě.
Přes obec Kovářov vedou cyklistické trasy:
- EuroVelo 7, Vltavská: …Krásná Hora nad Vltavou – Milešov – Klučenice – Voltýřov – Žebrákov – Kostelec nad Vltavou…
- 1154: Sedlec-Prčice – (…) – Hrazany – Vepice – Kovářov – Slavoňov – Kostelec nad Vltavou
- 1156: Kovářov – Milevsko
- 8140: Petrovice – Krchov – Zahrádka – Předbořice – Jalovčí – Lašovice – Onen Svět – Klučenice – Koubalova Lhota – Milešov
- 8141: Vepice – Vladyčín – Krchov
- 8142: Krašovice – Jalovčí

(Dříve přes Kovářov vedly cyklotrasy 1059 a 1056.[zdroj?])
Přes Kovářov vede dálková naučná stezka Na Onen Svět, která na území obce Kovářov sleduje modře značenou pěší turistickou trasu KČT od Pechovy Lhoty přes Kovářov, Hostín, Březí do Předbořic a dále samostatným úsekem a po červené značce na Onen Svět. Žlutá značka vede z Vladyčína přes Vepice a kolem rybníka Malý Smíšek do Kovářova a dále přes Vesec a Slavoňov na Pelechy. Zelená značka vede z Petrovic přes Vladyčín a Předbořice na Onen Svět a Milešov. Červená od Sedlčan vede přes Onen Svět, Zahořany, Pelechy, Žebrákov a Chrást do kempu Radava. Jiná modrá vede od Solenic přes Voltýřov, Chrást a Kostelec nad Vltavou na Žďákovský most.
Kovářov má také tři vlastní turistické okruhy po místních částech. Všechny tři začínají i končí v obci a vznikly kvůli podpoře cestovního ruchu.[zdroj?]

## Osobnosti
- Jaroslav Janák (1889–1971), katolický duchovní, vojenský kaplan, generál
- Karel Šprunk (* 1928–2024), katolický filosof, vysokoškolský pedagog, překladatel v oborech filozofie, estetiky a teologie; lingvista a autor divadelních her
- Jozef Gabčík (1912–1942), pozdější parašutista a účastník operace Anthropoid, se v letech 1927 až 1932 vyučil kovářem a zámečníkem v Kostelci nad Vltavou a zároveň  v té době navštěvoval dvouletou pokračovací školu v sousedním Kovářově[35]